# 苯二氮䓬类
苯二氮䓬类药物（英語：benzodiazepines，BZDs，benzos）又称苯并二氮杂䓬类，是一类以苯环与二氮杂䓬环融合为核心化学结构的中枢抑制剂类药物，属一种精神药物，常作为镇静催眠药使用，也用作抗癫痫药和抗焦虑药。
苯并二氮杂䓬类最早的应用药物是氯氮䓬（利眠宁），由Leo Sternbach在1955年偶然发现后来由罗氏制药生产销售，罗氏制药于1963年开始上市销售地西泮（安定）。1977年，苯二氮䓬类药物已是全球最高处方量的药物。
苯二氮䓬短期（2-4周）使用为安全有效，仅有偶尔产生認知缺陷和攻击性或行为脱抑制等矛盾作用的情况。长期使用则风险大大增加，可导致思维受损或记忆力减退、焦虑和抑郁、易怒、偏执、攻击性。此物会增加自杀风险。长期使用会有药物耐受性、身体依赖、苯二氮卓类药物戒断综合征，以及增加痴呆和癌症的风险。老年人面临更高的短期和长期不良反应风险，因此，所有苯二氮卓类药物均被列入不适合老年人使用的Beers清单。关于苯二氮卓类药物在妊娠期的安全性存在争议。虽然它们不是主要的致畸剂，但它们是否会导致少数婴儿出现腭裂，以及产前接触是否会导致神经行为影响仍不确定；已知它们会导致新生儿出现戒断症状。

## 名称
苯二氮䓬类，又称苯二氮䓬类药物，是一类中枢神经抑制剂，以其核心化学结构命名，苯代表苯环，䓬代表䓬环，二氮代表嵌套在䓬环上的两个氮原子。因“䓬”字为化学专用的罕见字，且读音与汉字“卓”相同，所以误用“卓”字来替代“䓬”字的情况很普遍，也有音译为“苯二氮平”的情况。严格意义上的苯二氮䓬类药物指的是有这种抑制神经效果的1,4-苯二氮䓬类，但更广义的说法则可以包含所有带苯二氮䓬类的化合物。

## 作用机理
此类药物作用于体内抑制性神经递质：γ-氨基丁酸（GABA）的一种受体GABAA受体。此类受体由五个蛋白质亚基组成，体内负责受GABA调控让氯离子通过。如果受体同时有一个α亚基和一个γ亚基就会组合成为一个苯二氮平类药物位点。苯二氮平类药物进入这个位点会提升整个受体对GABA的亲和力，从而加强开放，增加氯离子流入胞内的数量，产生超极化而抑制突触后电位，减少中枢某些重要神经元放电，引起中枢抑制。由苯二氮平类药物的作用机理可知，这类药物的效应是和脑内GABA水平密切相关的，如果脑内GABA水平较高，则此类药物的效应会更加明显。
传统的1,4-苯二氮平类药物仅对含有alpha1, alpha2, alpha3, alpha5的受体有效。alpha4, alpha6含有一个氨基酸改变，不能和1,4-苯二氮平类结合。目前认为催眠、镇静、幻觉、共济失调等作用是由含α1的GABAA导致，而抗焦虑作用是由含α2、α3、α5的导致。

## 用途
苯二氮平類的常見用途有：
1. 镇静催眠/失眠症：副作用少，對快速動眼期的抑制較輕，較不會引起宿醉作用。
2. 抗焦虑/焦慮症：因有較高的治療指數(therapeutic index，簡稱TI)，最有效且安全性高。
3. 麻醉前給藥：使患者情緒鎮靜、解除焦慮，並誘導全身麻醉劑之作用。
4. 痙攣：控制癲癇性痙攣
5. 中枢性肌肉松弛/骨骼肌鬆弛
6. 酒精戒斷症候群

由于此物长期运用危险，因此在较成熟的医疗系统内仅用于短期治疗。例如焦慮症有更安全的抗抑郁药治疗，可以在抗抑郁药起效前暂时使用。
用于失眠有所谓的“Z药”非苯二氮䓬类药物，但是这类药物作用位点一样，产生的依赖和戒断反应也一样，只是因为相对较新暂时报道较少。

## 副作用
苯二氮平類的副作用包括了：
1. 倦怠、思睡、反應遲鈍
2. 若並用其他中樞神經抑制劑(舉凡:酒精)，會協同中樞神經抑作用，所以要避免一起使用。
3. 大量使用下，易導致精神異常或突然有自殺的衝動。
4. 具成癮性

## 盛行率
成人使用BZ類藥物的盛行率約為百分之二十，且隨年齡增長(以六十五歲以上老人為最高)，女性高於男性。在長期使用上，儘管有所減少，但依舊以六十五歲以上老人為大宗，女性依舊高於男性。

## 不良反应
催眠剂量的此类药物可引起眩晕、困倦、乏力、精细运动不协调等不良反应。大剂量应用会造成共济失调、运动能力障碍、皮疹、白血球减少及暂时性记忆缺失，久服会引起耐受和依赖。

### 長期使用
使認知功能與心理功能有所受損，導致發生骨折、交通事故與跌倒的機率增加，也引發耐受性、依賴性甚至濫用的情形。其中，研究發現發生耐受性的時間長短和其作用有所相關(鎮靜安眠較抗癲癇作用早)；在濫用上，大多並非單純使用，而是曾濫用如酒精、鴉片類藥物等相關。

#### 依賴
- 依賴問題的發生：苯二氮平常作為處方藥，由醫師開立給有失眠、焦慮等症狀的病人，這樣的情境往往降低了使用者對其依賴性的警覺，而陷入長期使用，導致依賴性產生。
- 產生機制：由於此類藥物的部分受體位在與大腦成癮機制相關的路徑上，當藥物抑制了含有GABA受體的中間神經元，將促使該路徑中的多巴胺釋放，促進大腦的正回饋系統[24]，因此長期使用容易產生依賴。
- 戒斷症狀：在依賴性產生之後，使用者一旦停藥，便會出現戒斷症狀。生理方面，常見躁動、顫抖、虛弱、出汗、頭痛；精神方面， 常見焦慮、恐慌發作、躁動、精神激越、憂鬱、情緒波動、失眠、夢魘；知覺方面，對聲音、光線、觸碰會變得極為敏感。從高劑量突然斷藥者，甚至可能引發癲癇[25]。
- 治療：苯二氮平依賴性問題屬於精神科的範疇，因此包含藥物治療和精神治療。由於苯二氮平會損害認知及記憶能力，目前的治療目標以完全戒斷(abstinence)為主。
  1. 藥物治療：如同一般的藥物戒斷治療，以逐漸縮減藥量(Taper)的[26]方式進行，並在療程初期將病人調整為服用相同當量但長效型(long-acting)的苯二氮平藥物，以減少嚴重戒斷症狀的發生和持續用藥對依賴性的強化。此外，由於苯二氮平的使用者多具有精神疾病史，需輔以其他鎮靜安眠、抗焦慮之精神科藥物（臨床上常見carbamazepine, pregabalin等藥物的使用案例[9]），協助控制治療過程中的精神病理症狀。
  2. 精神治療：常見認知行為治療、團體治療、動機式晤談，此外適當的衛教（睡眠衛生教育、成癮物質衛生教育）以及社會、心理支持亦是有效的治療方式[27]

#### 依赖的預防
尚未長期服用：請遵照醫師處方用藥，且盡量避免長期使用，而是嘗試單次劑量或間歇性服用。
已經長期服用：如果想要停藥，請先詢問醫師並依照其方法使用，而非自行調整用藥或停藥，因戒断反应较为痛苦。
另外，減少精神壓力和保持良好的生活習慣，例如適度運動、維持良好的睡眠和飲食習慣；又或者使用替代療法法，例如心理治療、冥想等，以減少對藥物的需求。如果有任何疑慮或困擾，請隨時向醫師尋求建議和協助。

### 特殊群體長期使用：中風者
1. 中風後的疼痛與中風後SSD長期使用BZ類藥物顯著相關，導致患者處於不舒服的狀態，無法保持平靜，進而影響睡眠。[28]
2. 溝通障礙與長期使用BZ類藥物中風後SSD患者有關。[28]

## 发展历史
此类药物是近40年来发展起来的，最早的苯二氮平类药物是1960年用于临床的氯氮䓬，此后人们通过消除与生理活性无关的基团，和对分子结构中活性较高的部分进行拼环等改造，开发出了副作用更小，在体内更稳定的苯二氮平类新药，其中的地西泮又名安定，是目前临床应用较多的。
其中有一些药理较为特别的药是GABA-A受体的拮抗剂或者部分激动剂。例如氟马西尼是拮抗剂，可用于解除过量使用苯二氮䓬类镇静剂导致的毒性。但是快速解毒也相当于快速戒断，有造成癫痫的可能。并且其半衰期也小于不少苯二氮䓬类镇静剂，导致代谢完之后患者又回到中毒状态。在一项有 326 人参与的双盲安慰剂对照试验中，4 人出现严重不良事件，61% 的人在使用氟马西尼后再次出现镇静。该药存在多种使用禁忌症。有长期使用苯二氮卓类药物史的人、摄入过降低癫痫发作阈值或可能导致 心律失常 的物质的人以及生命体征异常的人禁用该药。一项研究发现，只有 10% 的苯二氮卓类药物过量患者适合用氟马西尼治疗。
又如氯巴占（属于1,5-苯二氮䓬），有抗癫痫、抗焦虑作用，但基本没有镇静安眠作用。氯巴占的选择性是因为它的活性代谢产物对GABA受体亚基的种类有选择性，相比含有α1的GABAA更傾向含有α2的。米达西尼（属于咪唑并1,4-苯二氮䓬）有抗焦虑作用，可以解除其他BZD药品的镇静作用，但是不会解除其他BZD药物的抗癫痫作用。米达西尼在α1仅起部分激动剂作用，在α5起完整激动剂作用。

## 相关药物
- 地西泮（diazepam，又名「安定」）
- 氯氮䓬（chlordiazepoxide）
- 氟硝西泮（flunitrazepam)
- 阿普唑仑（alprazolam)
- 三唑仑（triazolam)
- 氯巴占（clobazam）
- 劳拉西泮（lorazepam）
- 咪達唑侖（Midazolam)

## 延伸閲讀
- Ashton CH. . The Ashton Manual. 2002  [2009-06-09]. （原始内容存档于2015-07-20）.
- Ashton CH. . 2007  [2009-06-09]. （原始内容存档于2016-10-22）.
- Fruchtengarten L. Ruse M , 编. . Poisons Information Monograph (Group monograph) G008. IPCS INCHEM. April 1998  [2009-06-09]. （原始内容存档于2021-02-26）.
- Longo LP, Johnson B. . American Family Physician（英语：American Family Physician）. April 2000, 61 (7): 2121–8  [2014-07-04]. PMID 10779253. （原始内容存档于2008-05-12）.
- . The Eaton T. Fores Research Center. 2005  [2009-06-09]. （原始内容存档于June 5, 2009）.
- . Drugs.com.   [2014-07-04]. （原始内容存档于2021-04-25）.
- Benzodiazepines （页面存档备份，存于） – information from mental health charity The Royal College of Psychiatrists
- . RxList.   [2014-07-04]. （原始内容存档于2014-05-19）.

## 外部連結
- National Institute on Drug Abuse: "NIDA for Teens: Prescription Depressant Medications （页面存档备份，存于）".
- Ashton CH. . The Ashton Manual. 2002  [2009-06-09]. （原始内容存档于2015-07-20）.
- Ashton CH. . 2007  [2009-06-09]. （原始内容存档于2016-10-22）.
- Fruchtengarten L. Ruse M , 编. . Poisons Information Monograph (Group monograph) G008. IPCS INCHEM. April 1998  [2009-06-09]. （原始内容存档于2021-02-26）.
- Longo LP, Johnson B. . American Family Physician. April 2000, 61 (7): 2121–8  [2014-07-04]. PMID 10779253. （原始内容存档于2008-05-12）.
- . The Eaton T. Fores Research Center. 2005  [2009-06-09]. （原始内容存档于June 5, 2009）.
- . Drugs.com.   [2018-08-07]. （原始内容存档于2021-04-25）.
- Benzodiazepines （页面存档备份，存于） – information from mental health charity The Royal College of Psychiatrists
- . RxList.   [2014-07-04]. （原始内容存档于2014-05-19）.